# William Froude

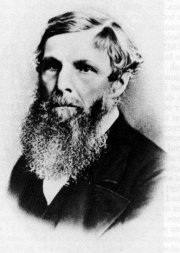
William Froude

William Froude (Dartington, 28 november 1810 - Simonstad, 4 mei 1879) was een Engels ingenieur, hydrodynamicus en scheepsbouwkundige. Hij was de eerste die betrouwbare wetten wist te formuleren met betrekking tot scheepsweerstand. 
Froude studeerde aan Westminster School en Oriel College. Hij studeerde af als wiskundige in 1832. 
Froude ging oorspronkelijk aan de slag als civiel ingenieur bij de spoorwegen. In 1856 werd hij gevraagd zich bezig te houden met scheepsbewegingen onder invloed van golven. Hij bestudeerde daarbij onder andere huidwrijving als dempingsmechanisme en maakte gebruik van gelijkvormigheid van zijn modellen bij zijn proeven. Zijn werk bracht hem onder de aandacht bij de British Association en de admiraliteit en leverde hem het lidmaatschap van de RINA op. Tussen 1863 en 1866 maakte hij deel uit van de commissie Resistance of Water. Bij gebrek aan goede methoden om de weerstand te berekenen, ondernam hij van 1865 tot 1867 modelproeven in de haven van Dartmouth.
Tegen 1870 wilde de British Association proeven uitvoeren met echte schepen, omdat met schaalmodellen onbetrouwbare resultaten werden verkregen. Froude betoogde dat dit erg duur zou zijn en dat hij met schaalmodellen betrouwbare proeven kon doen, uitgaande van de golfweerstand en de wrijvingsweerstand die beiden andere schaalwetten volgden. Hij wist Reed, de Chief Constructor van de Royal Navy te overtuigen een sleeptank te bouwen in Torquay. Daar werd in 1872 begonnen met een model van de HMS Greyhound. Froude ontwikkelde zijn eigen dynamometer.
Met het Froudegetal werd het mogelijk om resultaten van modelproeven om te zetten naar echte schepen. Zijn verhandeling voor RINA werd een belangrijke invloed op scheepsontwerpen.
Tevens is hij de bedenker van de bladelementtheorie.
Froude werd in 1876 onderscheiden met de Royal Medal, een befaamde Engelse onderscheiding.
William Froude was de broer van James Anthony Froude, historicus en schrijver.
In 1903 werd de studievereniging van Maritieme Techniek aan de TU Delft vernoemd naar Froude. Het Scheepsbouwkundig Gezelschap "William Froude" behartigt sindsdien de belangen van de studenten aan de TU Delft in het algemeen en studenten van de richting Maritieme Techniek in het bijzonder.